# Aeroportul Municipal Willmar
Aeroportul Municipal Willmar (IATA: ILL, ICAO: KBDH, FAA LID: BDH) este un aeroport din Willmar⁠(d), Comitatul Kandiyohi, Minnesota, Minnesota, Statele Unite ale Americii ce deservește zona Willmar⁠(d). Aeroportul a fost tranzitat în 2019 de 8 pasageri. A fost numit după zona deservită.
Situat la o altitudine de 343 m, aeroportul dispune de 2 piste.

## Infrastructură

### Piste
Aeroportul dispune de 2 piste. Pista 03/21 are suprafața de Iarbă și dimensiunile 2.980 picioare × 250 picioare. Pista 13/31 are suprafața de asfalt și dimensiunile 5.500 picioare × 100 picioare. 